# Guzmania goudotiana
Guzmania goudotiana är en gräsväxtart som beskrevs av Carl Christian Mez. Guzmania goudotiana ingår i släktet Guzmania och familjen Bromeliaceae. Inga underarter finns listade i Catalogue of Life.